# Regionalwahlen in Italien 1980
Die Regionalwahlen in Italien 1980 fanden am 8. und 9. Juni statt.

## Zusammenfassung der Ergebnisse
| Listen                                        | Stimmen    | %    | Mandate |
| --------------------------------------------- | ---------- | ---- | ------- |
| Democrazia Cristiana                          | 11.154.807 | 36,8 | 290     |
| Partito Comunista Italiano                    | 9.564.017  | 31,5 | 233     |
| Partito Socialista Italiano                   | 3.851.978  | 12,7 | 86      |
| Movimento Sociale Italiano – Destra Nazionale | 1.787.395  | 5,9  | 37      |
| Partito Socialista Democratico Italiano       | 1.506.649  | 5,0  | 30      |
| Partito Repubblicano Italiano                 | 924.347    | 3,0  | 18      |
| Partito Liberale Italiano                     | 818.250    | 2,7  | 15      |
| Partito di Unità Proletaria per il Comunismo  | 373.072    | 1,2  | 8       |
| Democrazia Proletaria                         | 274.911    | 0,9  | 3       |
| Associazione per Trieste                      | 28.245     | 0,1  | –       |
| Liga Veneta                                   | 13.236     | 0,0  | –       |
| Unione Pensionati e Pensionandi               | 10.891     | 0,0  | –       |
| Lega Comunista Rivoluzionaria                 | 6.388      | 0,0  | –       |
| Lega Socialista Rivoluzionaria                | 6.020      | 0,0  | –       |
| Lista di Lotta                                | 5.780      | 0,0  | –       |
| Nuova Riviera                                 | 4.197      | 0,0  | –       |
| Alleanza Civica                               | 3.863      | 0,0  | –       |
| Lista Civica Meneghina                        | 3.825      | 0,0  | –       |
| Partito Operaio Europeo                       | 3.070      | 0,0  | –       |
| Partito Cristiano di Azione Sociale           | 2.738      | 0,0  | –       |
| Nuova Sinistra Molisana                       | 2.597      | 0,0  | –       |
| Lista Radicale Pugliese                       | 1.868      | 0,0  | –       |
| Artigiani Commercianti Molisani               | 1.553      | 0,0  | –       |
| Partito Progressista d’Abruzzo                | 1.256      | 0,0  | –       |
| Gesamt                                        | 30.350.953 | 100  | 720     |

## Wahlergebnisse der Regionen
| Region                    | DC     | PCI    | PSI    | MSI–DN | PSDI  | PRI   | PLI   | PdUP  | DP    | Sonstige | Gültige Stimmen |
| ------------------------- | ------ | ------ | ------ | ------ | ----- | ----- | ----- | ----- | ----- | -------- | --------------- |
| Piemont → Ergebnis        | 32,4 % | 31,6 % | 14,2 % | 4,0 %  | 6,0 % | 3,3 % | 5,9 % | 1,0 % | 0,8 % | 0,6 %    | 2.947.838       |
| Lombardei → Ergebnis      | 38,9 % | 28,1 % | 14,5 % | 4,4 %  | 4,5 % | 2,6 % | 3,4 % | 1,5 % | 1,7 % | 0,4 %    | 5.766.868       |
| Venetien → Ergebnis       | 49,4 % | 21,8 % | 12,1 % | 3,6 %  | 5,4 % | 2,6 % | 2,6 % | 1,1 % | 1,0 % | 0,5 %    | 2.808.864       |
| Ligurien → Ergebnis       | 30,7 % | 36,1 % | 13,4 % | 4,2 %  | 4,5 % | 3,1 % | 4,5 % | 1,0 % | 1,1 % | 1,3 %    | 1.231.249       |
| Emilia-Romagna → Ergebnis | 25,6 % | 48,2 % | 10,3 % | 3,2 %  | 4,7 % | 4,4 % | 2,1 % | 1,4 % | –     | 0,1 %    | 2.820.978       |
| Toskana → Ergebnis        | 28,7 % | 46,5 % | 11,7 % | 3,7 %  | 3,1 % | 2,8 % | 1,3 % | 1,1 % | 1,1 % | –        | 2.495.243       |
| Umbrien → Ergebnis        | 27,6 % | 45,2 % | 14,3 % | 5,4 %  | 2,6 % | 2,7 % | 1,0 % | 1,3 % | –     | –        | 562.044         |
| Marken → Ergebnis         | 37,1 % | 37,2 % | 10,1 % | 4,3 %  | 4,5 % | 3,8 % | 1,4 % | 1,5 % | –     | 0,1 %    | 954.902         |
| Latium → Ergebnis         | 34,1 % | 30,7 % | 10,6 % | 10,1 % | 5,3 % | 3,7 % | 2,7 % | 1,2 % | 1,2 % | 0,4 %    | 3.122.426       |
| Abruzzen → Ergebnis       | 45,8 % | 27,6 % | 10,8 % | 5,9 %  | 4,6 % | 2,4 % | 1,5 % | 1,3 % | –     | 0,2 %    | 776.119         |
| Molise → Ergebnis         | 55,4 % | 15,7 % | 9,4 %  | 4,1 %  | 4,8 % | 3,7 % | 4,1 % | 0,8 % | –     | 2,0 %    | 203.832         |
| Kampanien → Ergebnis      | 39,0 % | 24,1 % | 12,5 % | 11,3 % | 6,2 % | 3,0 % | 1,7 % | 1,0 % | 1,1 % | 0,1 %    | 3.013.618       |
| Apulien → Ergebnis        | 42,1 % | 24,6 % | 13,3 % | 9,3 %  | 5,2 % | 2,5 % | 1,6 % | 1,3 % | –     | 0,1 %    | 2.196.209       |
| Basilikata → Ergebnis     | 45,2 % | 24,9 % | 13,7 % | 5,5 %  | 5,2 % | 1,6 % | 1,7 % | 1,3 % | 0,9 % | –        | 357.776         |
| Kalabrien → Ergebnis      | 41,2 % | 24,1 % | 16,5 % | 7,1 %  | 5,8 % | 2,1 % | 0,8 % | 1,2 % | 1,1 % | –        | 1.092.987       |
| Gesamt                    | 36,8 % | 31,5 % | 12,7 % | 5,9 %  | 5,0 % | 3,0 % | 2,7 % | 1,2 % | 0,9 % | 0,3 %    | 30.350.953      |